# Ексасоні 3
Ексасоні 3 (англ. Eskasoni 3) — індіанська резервація в Канаді, у провінції Нова Шотландія, у межах графства Кейп-Бретон.

## Населення
За даними перепису 2016 року, індіанська резервація нараховувала 3422 особи, показавши зростання на 3,4%, порівняно з 2011-м роком. Середня густина населення становила 94,5 осіб/км².
З офіційних мов обидвома одночасно володіли 30 жителів, тільки англійською — 3 385, а 10 — жодною з них. Усього 2420 осіб вважали рідною мовою не одну з офіційних, з них усі — одну з корінних мов.
Працездатне населення становило 38,6% усього населення, рівень безробіття — 24,9%.
Середній дохід на особу становив $19 629 (медіана $11 296), при цьому для чоловіків — $18 354, а для жінок $20 682 (медіани — $6 320 та $13 120 відповідно).
25,1% мешканців мали закінчену шкільну освіту, не мали закінченої шкільної освіти — 38,6%, 36,2% мали післяшкільну освіту, з яких 36,7% мали диплом бакалавра, або вищий.
| Статево-вікова структура населення | Статево-вікова структура населення | Статево-вікова структура населення | Статево-вікова структура населення | Статево-вікова структура населення |
| ---------------------------------- | ---------------------------------- | ---------------------------------- | ---------------------------------- | ---------------------------------- |
|                                    |                                    |                                    |                                    |                                    |
| Всього                             | Всього                             | 47,4%52,6%                         |                                    |                                    |
| 0 — 14 років                       | 0 — 14 років                       |                                    | 33%                                | 33%                                |
| 15 — 64 років                      | 15 — 64 років                      |                                    | 62%                                | 62%                                |
| 65 і більше                        | 65 і більше                        |                                    | 5%                                 | 5%                                 |
| 85 і більше                        | 85 і більше                        |                                    | 0,3%                               | 0,3%                               |
| 100 і більше                       | 100 і більше                       |                                    | 0,1%                               | 0,1%                               |
| Середній вік (років)               | Середній вік (років)               | 27,228,5                           | 27,9                               | 27,9                               |
| Медіана (років)                    | Медіана (років)                    | 22,624,4                           | 23,5                               | 23,5                               |
| — чоловіки — жінки                 |                                    |                                    |                                    |                                    |

| Походження мешканців:     | Походження мешканців:     | Походження мешканців: | Походження мешканців: | Походження мешканців: |
| ------------------------- | ------------------------- | --------------------- | --------------------- | --------------------- |
| Походження                |                           |                       | осіб                  | %                     |
| Корінні американці        | Корінні американці        |                       | 3 385                 | 98.98%                |
| Інше північноамериканське | Інше північноамериканське |                       | 10                    | 0.29%                 |
| Європейське               | Європейське               |                       | 270                   | 7.89%                 |
| британське                | британське                |                       | 190                   | 5.56%                 |
| французьке                | французьке                |                       | 65                    | 1.9%                  |
| Карибське                 | Карибське                 |                       | 10                    | 0.29%                 |
| Африканське               | Африканське               |                       | 25                    | 0.73%                 |

## Клімат
Середня річна температура становить 5,5°C, середня максимальна – 21,3°C, а середня мінімальна – -11,4°C. Середня річна кількість опадів – 1 527 мм.
| Клімат поселення                              | Клімат поселення | Клімат поселення | Клімат поселення | Клімат поселення | Клімат поселення | Клімат поселення | Клімат поселення | Клімат поселення | Клімат поселення | Клімат поселення | Клімат поселення | Клімат поселення | Клімат поселення |
| Показник                                      | Січ.             | Лют.             | Бер.             | Квіт.            | Трав.            | Черв.            | Лип.             | Серп.            | Вер.             | Жовт.            | Лист.            | Груд.            |                  |
| Середній максимум, °C                         | −0,28            | −1,14            | 2,44             | 7,15             | 12,63            | 17,75            | 20,56            | 21,25            | 17,19            | 11,94            | 7,03             | 1,85             |                  |
| Середня температура, °C                       | −5,38            | −6,25            | −2,69            | 2,04             | 7,51             | 12,66            | 16,91            | 17,64            | 13,53            | 8,29             | 3,39             | −1,76            |                  |
| Середній мінімум, °C                          | −10,5            | −11,36           | −7,81            | −3,08            | 2,40             | 7,51             | 13,29            | 14,01            | 9,90             | 4,66             | −0,25            | −5,39            |                  |
| Норма опадів, мм                              | 149              | 120              | 129              | 119              | 108              | 103              | 98               | 107              | 118              | 146              | 161              | 169              |                  |
| Середньомісячна швидкість вітру, м/с          | 5.70             | 5.50             | 5.50             | 5.10             | 4.90             | 4.76             | 4.50             | 4.50             | 4.90             | 5.36             | 5.44             | 5.66             |                  |
| Середньомісячна сонячна радіація, кДж/м²·день | 4387             | 7487             | 11552            | 14886            | 18042            | 20105            | 19806            | 17289            | 13100            | 8146             | 4593             | 3394             |                  |
| --------------------------------------------- | ---------------- | ---------------- | ---------------- | ---------------- | ---------------- | ---------------- | ---------------- | ---------------- | ---------------- | ---------------- | ---------------- | ---------------- | ---------------- |
| Джерело:                                      |                  |                  |                  |                  |                  |                  |                  |                  |                  |                  |                  |                  |                  |